# Liste der Monuments historiques in Radenac
Die Liste der Monuments historiques in Radenac führt die Monuments historiques in der französischen Gemeinde Radenac auf.

## Liste der Bauwerke
| Bezeichnung          | Beschreibung | Standort | Kennzeichnung | Schutzstatus | Datum | Bild |
| -------------------- | ------------ | -------- | ------------- | ------------ | ----- | ---- |
| Kapelle Saint-Fiacre |              | (Lage)   | PA00091629    | Classé       | 1931  |      |
| Brunnen Saint-Fiacre |              | (Lage)   | PA00091630    | Inscrit      | 1933  |      |

## Liste der Objekte
- Monuments historiques (Objekte) in Radenac in der Base Palissy des französischen Kultusministerium